# 商船三井勝利號
商船三井勝利號（英語：MOL Triumph）為世界最大貨櫃船其中之一，由南韓的三星重工為商船三井（現為海洋網聯船務）建造，全長399.9米（1,312英尺0英寸），寬58.6米（192英尺3英寸），吃水16.025米（52英尺6.9英寸），其容量為20120 TEU，與另外3艘姊妹船一同打破於2016年6月下水的MSC Diana所創下的19624 TEU最大容量紀錄（隨後在4月被Madrid Mærsk以20568 TEU打破）。商船三井勝利號註冊於馬紹爾群島，於2015年12月17日動工，2017年3月27日交付並投入服務。